# تودایکی
تودایکی (به ژاپنی: 当代記)؛ یک کتاب در مورد توکوگاوا ایه‌یاسو است که احتمالاً توسط ماتسودایرا تاداآکی نوهٔ دختری ایه‌یاسو نوشته شده است. این کتاب در ۱۶۲۴–۱۶۴۴ نوشته شده است.